# 阮福綿寄
阮福綿寄（越南语：／，1838年4月5日—1881年12月15日），越南阮朝明命帝第七十五子，生母宮人阮氏椿。

## 生平
明命十九年三月十一日（1838年4月5日），阮福綿寄在順化皇城出生。年少出閣讀書，學業有成。嗣德十二年（1859年）二月，受封為錦川郡公（越南语：／）。嗣德三十一年（1878年）正月，適逢嗣德帝五十大壽，嗣德帝以阮福綿寄和文朗郡公阮福洪佚勤奮好學，十分難得，晉封錦國公（越南语：／）。嗣德三十四年十月二十四日（1881年12月15日），阮福綿寄去世，壽四十四歲，賜諡恭睦。葬於承天府香水縣居正總月瓢社，在富榮縣棠英總葦野社建祠祭祀。啟定三年（1918年）十月，追贈為錦川郡王（越南语：／），改諡端肅。

## 作品
阮福綿寄著有《好古堂詩集》。

## 子女
阮福綿寄有7子13女。後裔按御賜身字部起名。
- 長子阮福洪躬，襲封錦鄉公。
- 次子阮福洪軃，襲封錦鄉侯，曾任清化提督。[5]
  - 孫阮福膺𨉈，襲封助國卿[5]
    - 曾孫阮福寶䠷，襲封佐國尉[5]

  - 孫阮福膺軉，襲封亭侯[5]
- 子阮福洪身
- 子阮福洪軀

## 腳注
1. 1 2 3  《阮福族世譜》，順化出版社，1995年，316頁。
2. ↑  《大南實錄》正編第四紀卷二十 嗣德十二年二月 封皇親皇弟二人為郡公條。
3. ↑  《大南實錄》正編第四紀卷五十九 嗣德三十一年正月 準諸皇親晉封追贈追復起復增俸十二人條。
4. ↑  據墓碑“嗣德三十四年十二月吉日奉建 錦川郡王諡端肅之園寢 啟定叁年冬奉旨改刻”
5. 1 2 3 4  NGUYÊN TRÍ. . Tạp chí Sông Hương. 2023-02-09  [2024-01-02]. （原始内容存档于2024-01-02） （越南语）.